# Emmanuel K. Akyeampong
Emmanuel Kwaku Akyeampong, né en 1962, est professeur d'histoire et d'études afro-américaines, et directeur de la faculté Oppenheimer du Harvard University Center for African Studies de l'Université de Harvard .

## Biographie
Il est membre associé de la faculté du Weatherhead Center for International Affairs, ancien membre du conseil d'administration de l'Institut W. E. B. Du Bois, et est également titulaire d'une prestigieuse chaire du Harvard College,.
En tant qu'ancien président (2002-2006) du Comité des études africaines (aujourd'hui le Centre d'études africaines, sous la direction de la directrice fondatrice Caroline Elkins ), Emmanuel K. Akyeampong joue un rôle déterminant, aux côtés de Henry Louis Gates et de nombreux autres membres du corps enseignant de l'université de Harvard, dans la création du département d'études africaines et afro-américaines de Harvard. Ses recherches portent sur l'histoire de l'Afrique de l'Ouest, l'islam en Afrique subsaharienne, la maladie et la médecine, l'écologie, la diaspora africaine, l'économie politique et le commerce,.
Originaire du Ghana, Emmanuel K. Akyeampong obtient son B.A. de l'université du Ghana en 1984, sa maîtrise en histoire européenne de l'université Wake Forest en 1989 et son Ph.D. en histoire africaine de l'Université de Virginie en 1993.